# Strata Diocletiana
La Diocletiana Strata, « route de Dioclétien », est une route fortifiée antique, construite le long de la frontière du désert de l'est, le limes Arabicus de l'Empire romain, sous l'empereur Dioclétien (284-305), dans le cadre d'un effort important de fortification. Les routes de type strata sont bordées d'une série de forts rectangulaires, quadriburgia, à environ une journée de marche (environ 20 miles romains) les uns des autres. Cette route part de la rive sud du fleuve de l'Euphrate et rejoint Palmyre, Damas, et le nord de l'Arabie.